# Nemzeti Bajnokság II
La Nemzeti Bajnokság II, también conocida simplemente como NBII o NB2, es la segunda división del sistema de ligas del fútbol húngaro. En la temporada 2005/06, el campeonato se dividió en dos ligas regionales (Nemzeti Bajnokság II Oeste y Nemzeti Bajnokság II Este) con 14 equipos en cada división, al final de la temporada ambos campeones ascendían a la Nemzeti Bajnokság I, mientras que los últimos clasificados descendían a la Nemzeti Bajnokság III.
Desde la temporada 2013-14 se volvió a disputar en un grupo único de 16 clubes, donde el campeón y subcampeón obtienen el ascenso a la Nemzeti Bajnokság I.

## Campeones desde 2003
| Temporada | Campeón                  | Subcampeón            |
| --------- | ------------------------ | --------------------- |
| 2002–03   | Pécsi Mecsek FC          | Szombathelyi Haladás  |
| 2003–04   | Budapest Honvéd          | Vasas Budapest        |
| 2004–05   | FC Tatabánya             | Rákospalotai EAC      |
| Temporada | NB II Oeste              | NB II Este            |
| 2005–06   | Paksi SE                 | Dunakanyar-Vác FC     |
| 2006–07   | BFC Siófok               | Nyíregyháza Spartacus |
| 2007–08   | Haladás Szombathely      | Kecskeméti TE         |
| 2008–09   | Gyirmót SE               | Ferencváros Budapest  |
| 2009–10   | BFC Siófok               | Szolnoki MÁV FC       |
| 2010–11   | Pécsi Mecsek FC          | Diósgyőri VTK         |
| 2011–12   | MTK Budapest             | Egri FC               |
| 2012–13   | Puskás FC                | Mezőkövesd-Zsóry SE   |
| Temporada | Campeón                  | Subcampeón            |
| 2013–14   | Nyíregyháza Spartacus    | Dunaújváros PASE      |
| 2014–15   | Vasas Budapest           | Békéscsaba Előre      |
| 2015–16   | Gyirmót                  | Mezőkövesd-Zsóry      |
| 2016–17   | Puskás Akadémia FC       | Balmazújvárosi FC     |
| 2017–18   | MTK Budapest             | Kisvárda FC           |
| 2018–19   | Zalaegerszegi TE         | Kaposvári Rákóczi FC  |
| 2019–20   | MTK Budapest             | Budafoki MTE          |
| 2020–21   | Debreceni VSC            | Gyirmót FC Győr       |
| 2021–22   | Vasas Budapest SC        | Kecskeméti TE         |
| 2022–23   | Diósgyőri VTK            | MTK Budapest          |
| 2023–24   | Nyíregyháza Spartacus FC | Győri ETO FC          |
| 2024–25   | Kisvárda FC              | Kazincbarcikai SC     |

1. ↑  No obtuvo licencia en la Nemzeti Bajnokság I, ascendió en su lugar el Lombard-Pápa TFC.

## Equipos temporada 2025-26
Los equipos que forman parte de la NB2 de la temporada 2025-26 son los siguientes:
| Club               | Ciudad                | Estadio                    | Capacidad |
| ------------------ | --------------------- | -------------------------- | --------- |
| FC Ajka            | Ajka                  | Városi                     | 5,000     |
| Budafoki LC        | Budapest, (Budafok)   | Promontor utcai            | 4,000     |
| Budapest Honvéd FC | Budapest, (Kispest)   | Bozsik Arena               | 8,000     |
| BVSC-Zugló         | Budapest, (Zugló)     | Szőnyi úti Stadion         | 12,000    |
| Csákvári TK        | Csákvár               | Tersztyánszky Ödön         | 2,500     |
| Fehérvár FC        | Székesfehérvár        | Sóstói Stadion             | 14,200    |
| Haladás            | Szombathely           | Haladás Sportkomplexum     | 8,600     |
| Karcagi SE         | Karcag                | Lipcsey Elemér Sporttelep  | 500       |
| Kecskeméti TE      | Kecskemét             | Széktói Stadion            | 6,300     |
| Kozármisleny SE    | Kozármisleny          | Kozármisleny Stadion       | 2,000     |
| Mezőkövesdi SE     | Mezőkövesd            | Mezőkövesdi Városi Stadion | 4,183     |
| Soroksár SC        | Budapest, (Soroksár)  | Szamosi Mihály             | 5,000     |
| Szeged 2011        | Szeged                | Szegedi VSE Stadion        | 5,000     |
| Szentlőrinci SE    | Szentlőrinc           | Szentlőrinci sportpálya    | 1,020     |
| Tiszakécske FC     | Tiszakécske           | Városi Stadion             | 4,500     |
| Vasas SC           | Budapest (Angyalföld) | Illovszky Rudolf           | 5,054     |